# 동평현
동평현은 지금은 당감동 지역이지만 옛날에는 부산진시장 인근도 관할이였다.
2.대표중심지
당감사거리•동평사거리
부산진성•자성대
부산 동구청 앞거리 (부산진역) 초량천복개로
서면복개로 등등의 있다.